# Nedolyi János
Nedolyi János (Selmecbánya (Hont vármegye), 1806. június 29. – Selmecbánya, 1876. január 14.) piarista áldozópap és gimnáziumi igazgató-tanár.

## Élete
1825. október 6-án lépett a rendbe Trencsénben, 1829. október 6-án miséspappá szenteltetett; 1826-1827-ben Trencsénben novícius, a második félévben Podolinban helyettes tanár, 1828-1829-ben Nyitrán és Szentgyörgyön teológus; gimnáziumi tanár volt 1830-31-ben Selmecen, 1832-ben Podolinban, 1833-1835-ben Kisszebenben, 1836-ben Selmecen, 1837-1838-ban Pesten; 1839-50-ben nevelő Pozsonyban a báró Lamberg családnál, 1851-ben Budán a görög nyelv tanára, 1852-ben ugyanaz Selmecen, 1853-ban Vácon a novíciusok mestere, 1854-1855-ben Selmecen a latin és görög nyelv tanára, 1856-59-ben ugyanott vicerektor és gimnáziumi igazgató-tanár, 1860-1862-ben ugyanaz Trencsénben, 1863-75-ben gimnáziumi igazgató tanár Selmecbányán, hol 1876-ban meghalt 76., szerzetes életének 51. évében. Nyelvismerete: német, szláv, magyar és francia, utóbbit 1873-1875-ig tanította is.
Szerkesztette a selmecbányai római katolikus gimnázium Jahresberichtjeit és Értesítőit; a Jahresbericht I. évfolyamában (1854) cikke: Ein Wort über die Gymnasialbildung wie sie jetzt angestrebt wird.